# 山口県幼稚園の廃園一覧
山口県幼稚園の廃園一覧（やまぐちけんようちえんのはいえんいちらん）は、山口県内の廃園になった幼稚園の一覧。対象となるのは、学制改革（1947年）以降に廃園となった幼稚園、および分園である。園名は廃園当時のもの。廃園時に幼稚園が所在していた自治体がその後合併により消滅している場合は、現行の自治体に含める。また現在休園中の県内の幼稚園（分園）も、その多くは実質上、廃園と同じ状態にあるため参考として記載する。
（）内は、廃園になった年（休園の場合は、その措置が取られた年）である。

## 下関市
- 下関市立第二幼稚園（2007年休園、2014年廃園[1]）
- 下関市立桜山幼稚園（2007年休園、2014年廃園[1]）
- 下関市立神玉幼稚園（2009年）[2]
- 下関市立第四幼稚園（2011年休園[3]、2014年廃園[1]）
- 下関市立楢崎幼稚園（2013年休園[4]、2014年廃園[1]）
- 下関市立西市幼稚園（2015年下関市立西市こども園へ移行）[2]
- 下関市立川棚幼稚園（2015年下関市立川棚こども園へ移行）[2]
- 下関天使幼稚園〈旧〉（2015年幼稚園型認定こども園下関天使幼稚園〈新〉へ移行）[5]
- 下関市立豊北幼稚園（2015年豊北保育園と統合し下関市立豊北こども園へ）[2]
- 下関市立第三幼稚園（2015年休園[6]、2016年廃園[7]）
- 下関市立西山幼稚園（2015年休園[6]、2016年廃園[7]）
- 下関市立小串幼稚園（2015年休園[6]、2017年廃園[2]）
- 下関市立黒井幼稚園（2016年下関市立黒井こども園へ移行）[2]
- 下関短期大学付属第一幼稚園〈旧〉（2016年認定こども園下関短期大学付属第一幼稚園〈新〉へ移行）[8]
- 下関短期大学付属第二幼稚園〈旧〉（2016年幼稚園型認定こども園下関短期大学付属第二幼稚園〈新〉へ移行）[9]
- 下関市立岡枝幼稚園（2016年休園[7]、2017年下関市立菊川こども園へ統合[2]）
- 下関市立内日幼稚園（2017年休園、2024年廃園）[10][11]
- 下関市立生野幼稚園（2018年）[12]
- 下関市立向山幼稚園（2018年）[12]
- 下関市立垢田幼稚園（2018年[13]下関市立垢田保育園と統合し下関市立垢田こども園へ[14]）
- 下関市立第五幼稚園（2019年）[15]
- 下関市立室津幼稚園（2019年）[15]
- 下関市立江浦幼稚園（2020年休園[16]、2021年廃園[17]）
- 下関市立川中西幼稚園（2020年休園[16]2021年廃園[18]）
- 下関市立豊浦幼稚園（2023年長府第一保育園と統合し下関市立豊浦こども園へ）[19]
- 下関市立第一幼稚園（2024年休園[20] [21]、 2025年廃園[22]）

## 宇部市
- 厚東幼稚園[23]（休園開始時期不詳）
- 中央幼稚園[24]（休園開始時期不詳）
- 宇部幼稚園[24]（休園開始時期不詳）
- 和光幼稚園[24]（廃園時期不詳）
- 宇部市立博愛幼稚園（2007年）[25]
- 吉部幼稚園（2021年）[26]
- 万倉幼稚園（2022年）[27]
- 第二慈光幼稚園（2024年）[28]

## 山口市
- 山口県立大学附属幼稚園
- 若蔦幼稚園（2001年）
- 旭幼稚園〈旧〉（2018年認定こども園旭幼稚園〈新〉へ移行）[29]
- 山口中央幼稚園〈旧〉（2020年認定こども園山口中央幼稚園〈新〉へ移行）[30]
- 野田学園幼稚園〈旧〉（2021年認定こども園野田学園幼稚園〈新〉へ移行）[31]
- 山口市立鋳銭司幼稚園（2022年統合により山口市立山口みなみこども園へ）[32]
- 山口市立名田島幼稚園（同上）[32]
- 山口市立二島幼稚園（同上）[32]
- 山口市立秋穂幼稚園（同上）[32]
- 山口市立湯田幼稚園（2024年）[28]
- 山口市立北双葉幼稚園（2024年）[28]

## 萩市
- 須佐幼稚園[24]（廃園時期不詳）
- 萩光塩学院幼稚園〈旧〉（2015年認定こども園萩光塩学院幼稚園〈新〉へ移行）[33]

## 防府市
- 光和幼稚園[24]（休園開始時期不詳）
- 松崎幼稚園〈旧〉（2015年認定こども園松崎幼稚園〈新〉へ移行）[34]
- 中関幼稚園〈旧〉（2015年認定こども園中関幼稚園〈新〉へ移行）[35]
- 佐波幼稚園〈旧〉（2017年認定こども園佐波幼稚園〈新〉へ移行）[36]
- 瑞祥幼稚園〈旧〉（2019年認定こども園瑞祥幼稚園〈新〉へ移行）[37]
- 山口短期大学附属幼稚園（2021年休園、2022年廃園）[38]

## 下松市
- 下松慈光幼稚園〈旧〉（2020年認定子ども園下松慈光幼稚園〈新〉へ移行）[39]

## 岩国市
- 岩国みのり幼稚園[24]（休園開始時期不詳）
- 岩国常光幼稚園[24]（廃園時期不詳）
- 岩国染香幼稚園〈旧〉（2020年認定こども園岩国染香幼稚園〈新〉へ移行）[40]

## 光市
- 光照幼稚園[41]（休園開始時期不詳）
- 岩田幼稚園[24]（廃園時期不詳）
- 聖光幼稚園〈旧〉（2015年認定こども園聖光幼稚園〈新〉へ移行）[42]
- 光市立さつき幼稚園（2015年休園、2018年廃園）[43]
- 光市立つるみ幼稚園（2018年光市立やよい幼稚園へ統合）[44]

## 長門市
- 長門市立宗頭幼稚園（2024年休園）[45]

## 柳井市
- 大畠幼稚園[24]（廃園時期不詳）
- 柳井幼稚園（2024年休園）[46]

## 美祢市
- 美祢幼稚園〈旧〉（2015年認定こども園美祢幼稚園〈新〉へ移行）[47]

## 周南市
- 徳山幼稚園
- 周南市立大津島幼稚園[48]（休園開始時期不詳）
- 周南市立八代幼稚園[49]（休園開始時期不詳）
- 周南市立大津幼稚園[24]（廃園時期不詳）
- 周南市立今宿幼稚園（2015年）[50]
- 周南市立楠木幼稚園（2015年）[50]
- 周南市立周栄幼稚園（2015年）[50]
- 周南市立富田西幼稚園（2015年）[50]
- 周南市立湯野幼稚園（2015年周南市立桜田幼稚園へ統合）[51]
- 周南市立夜市幼稚園（同上）[51]
- 蓮生・まこと幼稚園〈旧〉（2016年認定こども園蓮生・まこと幼稚園〈新〉へ移行）[52]
- あおば幼稚園〈旧〉（2016年認定こども園あおば幼稚園〈新〉へ移行）[53]
- 周南市立鹿野幼稚園（2020年鹿野保育園と統合し鹿野こども園へ）[54]
- 周南市立福川南幼稚園（2021年）[55]

## 山陽小野田市
- 日の丸幼稚園[24]（廃園時期不詳）

## 熊毛郡
- 上関町立室津幼稚園[49]（休園開始時期不詳）